# Transworld Skateboarding
A Transworld Skateboarding (TWS) foi uma revista internacional de skateboarding com sede em Carlsbad, Califórnia, Estados Unidos. Encerrou suas atividades em março de 2019.